# Nam Xan
Rio Nam Xan (francês: Nam Sane) é um importante rio do centro-oeste do Laos. Ele desce das montanhas do Laos, flui através da cidade de Borikham e se junta ao rio Mekong em Muang Pakxan, nas coordenadas 18° 22′ 36″ N, 103° 39′ 29″ L.